# Arrondissements de Meurthe-et-Moselle

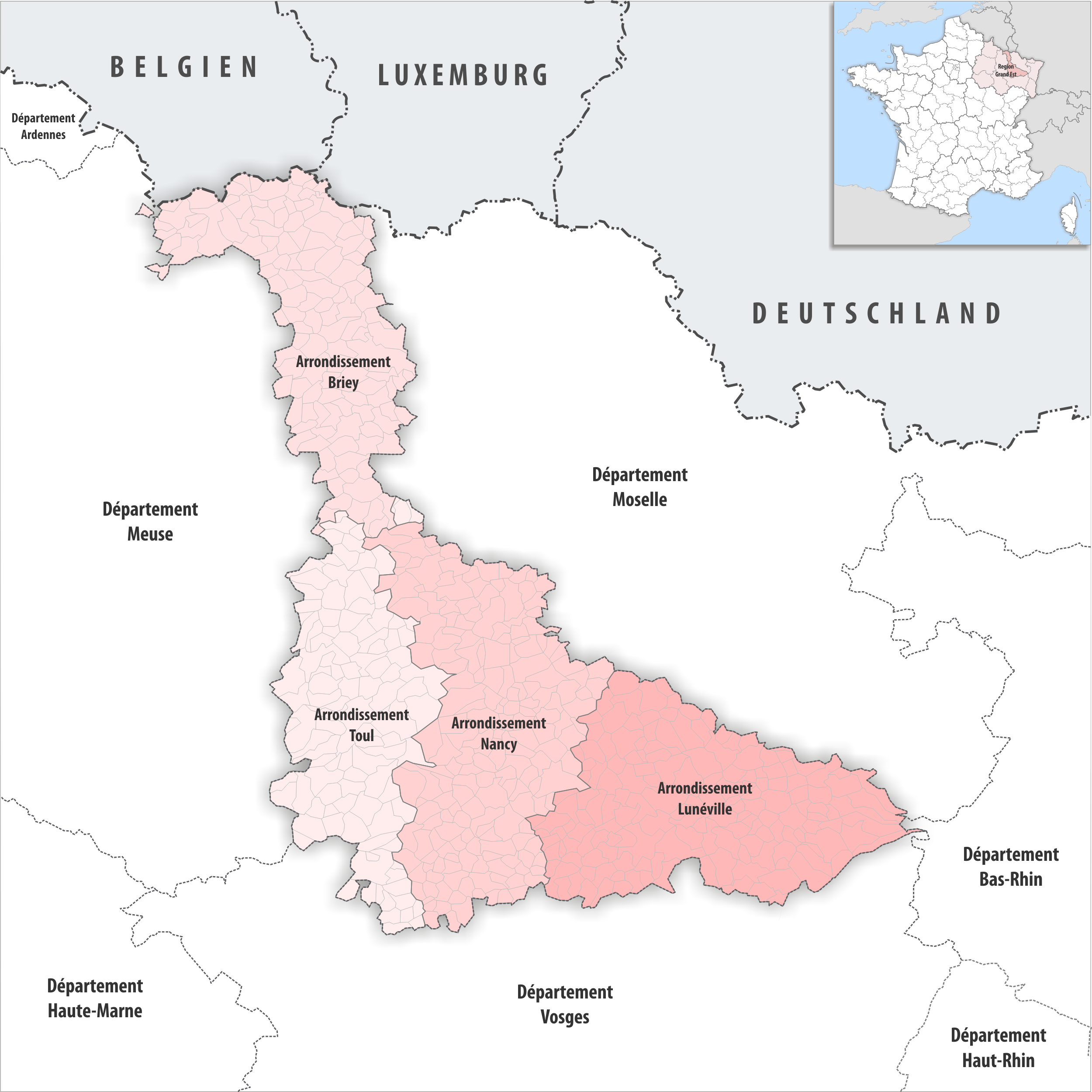
Les arrondissements de Meurthe-et-Moselle en 2019.

Le département de Meurthe-et-Moselle comprend quatre arrondissements.

## Composition
| Nom                            | Code Insee | Superficie (km2) | Population (dernière pop. légale) | Densité (hab./km2) | Modifier             |
| ------------------------------ | ---------- | ---------------- | --------------------------------- | ------------------ | -------------------- |
| Arrondissement de Lunéville    | 542        | 1 438,11         | 74 592 (2022)                     | 52                 | modifier les données |
| Arrondissement de Nancy        | 543        | 1 583,92         | 428 111 (2022)                    | 270                | modifier les données |
| Arrondissement de Toul         | 544        | 1 205,48         | 65 422 (2022)                     | 54                 | modifier les données |
| Arrondissement de Val-de-Briey | 541        | 1 018,40         | 164 773 (2022)                    | 162                | modifier les données |
| Meurthe-et-Moselle             | 54         | 5 246,00         | 732 898 (2022)                    | 140                | modifier les données |

## Histoire
Le département de Meurthe-et-Moselle fut créé le 7 septembre 1871, à partir de territoires des départements de la Meurthe et de la Moselle que le traité de Francfort avait laissés à la France.
- 1871 : création du département de Meurthe-et-Moselle avec trois anciens arrondissements de la Meurthe : Lunéville, Nancy et Toul et un ancien  arrondissement de la Moselle : Briey.
- 1926 : suppression de l'arrondissement de Toul
- 1943 : restauration de l'arrondissement de Toul